# Мильштейн, Илья
Илья Мильштейн (англ. Ilya Milstein, Милан, Италия) — современный график и иллюстратор. Жил и работал в Нью-Йорке. В 2018 году стал победителем ADC Young Guns. Сотрудничал с такими компаниями, как The New Yorker, The New York Times, Apple, Uber, Facebook, PayPal, AliExpres и многие другие.

## Биография
Образование: БФА в области концептуальной скульптуры, Университет Мельбурна, Виктория, Австралия. С точки зрения графики, он считает себя самоучкой.
Семья иллюстратора много путешествовала, поэтому Илья родился в Милане, а вырос в Мельбурне (Австралия). Но в итоге переехал жить в 2017 году в Нью-Йорк. К 18 годам он нарисовал около 1000 страниц комиксов, самостоятельно опубликовал несколько журналов и сделал пару сотен картин.
Художнику потребовалось много времени, чтобы понять, что иллюстрация может стать карьерой. Как он сам признаётся, его профессиональное мировоззрение было узким из-за дефицита художников и дизайнеров в ранней юности. Сначала он изучал архитектуру, но бросил учебу, чтобы изучать современную скульптуру. Его работы появились на нескольких выставках, в частности в Национальном музее в Канберре и Пертском институте современного искусства, но он всё равно вернулся к иллюстрации. Илья решил работать в отрасли после просмотра рекламных кампаний с использованием иллюстраций на станции Юнион-сквер в Манхэттене. Он случайно остановился на улице, когда впервые приехал туда.
Работы Мильштейна вдохновлены людьми, которые вдохновляли Эрже, создателя популярного бельгийского комикса «Тинтин», (например, Фрэнком Кингом и Гльюасом Уильямсом) и его учениками (например, Марком Смитсом и Руту Моданом). «Мне нравится стиль „Ligne Claire“, — говорит Илья, — потому что я думаю, что он сводит образное изображение к его основным составляющим — последовательной линии и плоским натуралистическим цветам — оставаясь при этом захватывающим». Его любимый художники — французский карикатурист Ив Шаланд, Франсуа Авриль и Роберт Крамб. Для Мильштейна чрезвычайно важны детали живописи эпохи Возрождения, в частности нидерландские, а также фигуры с использованием чистых линий и приглушенных цветов, которые включают японские гравюры на дереве, ацтекские кодексы и египетские иероглифы.
«Я пытаюсь разработать эффективный стиль, который будет незаметным и легко читаемым, ближе к написанию, чем к созданию изображений», — говорит Илья. Все его работы нарисованы от руки на бумаге с использованием дешевого тонкого лайнера одинарной толщины.

## Работы
- В октябре 2018 проиллюстрировал материал Алекса Росса «Темное пророческое видение Джакомо Мейербера» (The Dark, Prophetic Vision of Giacomo Meyerbeer).[2] А в ноябре 2018 — материал Энтони Лэйна «Падение человека в фильмах „Как не стать президентом“ и „Король вне закона“» (The Fall of Man in «The Front Runner» and «Outlaw King»), который появился в печатной версии 12 ноября 2018 года.[3]
- В апреле 2018 создал серию иллюстраций для The New York Times Style Magazine с пейзажами Нью-Йорка 1980-х годов.[4] «Эти подробные городские пейзажи следуют за персонажем, который путешествует по шумному Нью-Йорку той эпохи, пересекаясь по пути с такими фигурами, как Дэвид Войнарович, Сильвия Вудс и Энди Уорхол», — рассказал Илья.[11] На рисунках были изображены утренняя прогулка в Гарлеме, насыщенный день в Верхнем Ист-Сайде, вечер в Сохо и ночь в Ист-Виллидже.[12]